# Beaumont-Louestault
Beaumont-Louestault is een gemeente in het Franse departement Indre-et-Loire (regio Centre-Val de Loire). De plaats maakt deel uit van het arrondissement Chinon. Beaumont-Louestault is op 1 januari 2017 ontstaan door de fusie van de gemeenten Beaumont-la-Ronce en Louestault. De gemeente telde 1.788 inwoners op 1 januari 2022.

## Geografie
De oppervlakte van Beaumont-Louestault bedroeg op 1 januari 2022 55,49 vierkante kilometer; de bevolkingsdichtheid was toen 32,2 inwoners per km².

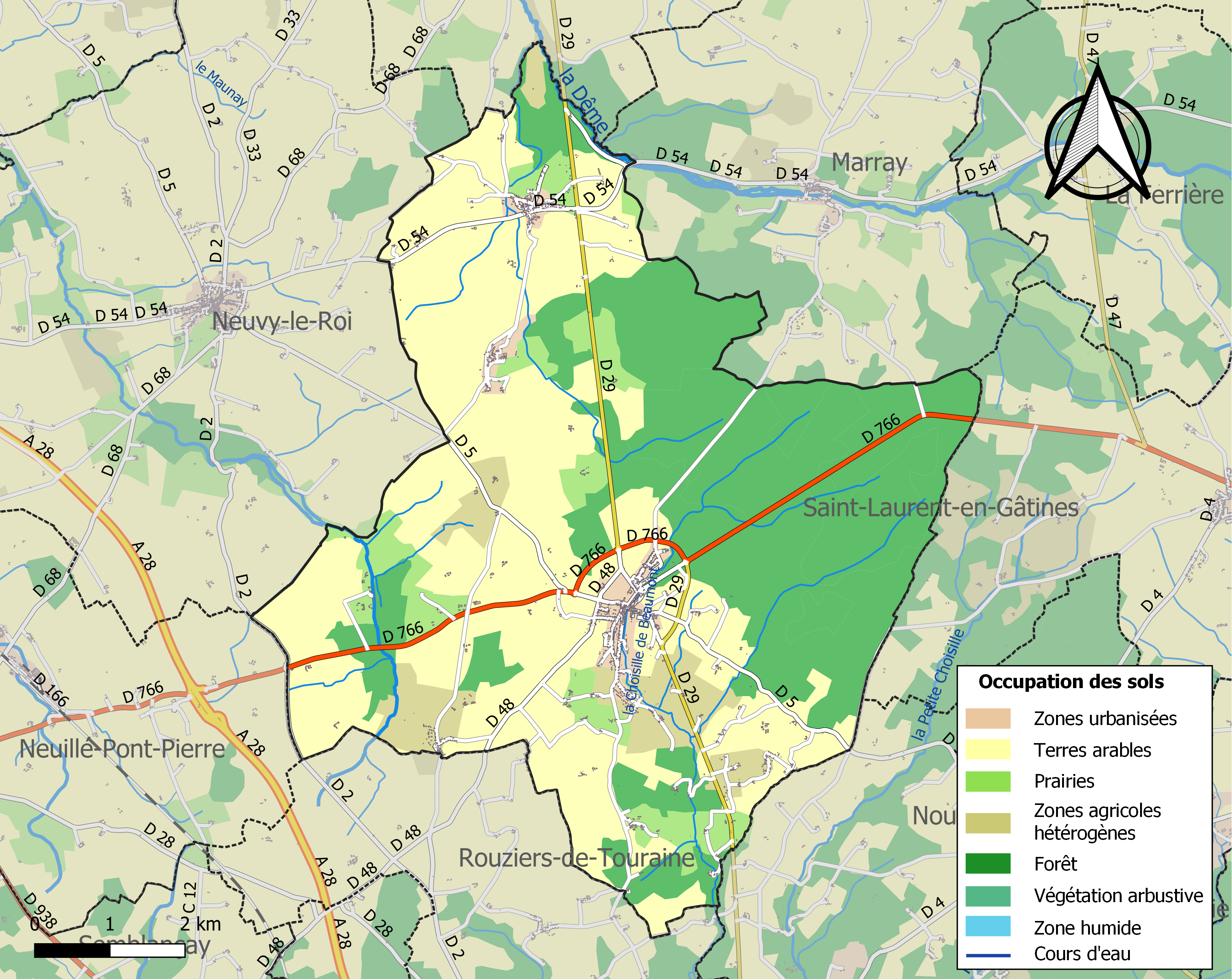
Kaart van de gemeente met belangrijkste infrastructuur, bodemgebruik en omliggende gemeenten